# Ayako Kawasumi
Ayako Kawasumi (川澄 綾子?, Kawasumi Ayako; Tokyo, 30 marzo 1976) è una doppiatrice giapponese. 
È chiamata affettuosamente dai suoi compagni di doppiaggio e dai fan "Ayachii (あやちー?)", "Peyaya (ぺやや?)", "Ayasumi (あやすみ?)" e "Aya-nē (あやねえ?)". È un'esperta pianista, dato che ha imparato a suonare il pianoforte fin da bambina. Ha composto ed eseguito ... To You, la sigla d'apertura di PIANO, e ha doppiato i pianisti negli anime PIANO e Nodame Cantabile.

## Doppiaggio

### Anime
- Sei in arresto!: funzionaria (ep. 33)
- Outlaw Star: Melfina
- Bomberman B-Daman Bakugaiden V
- Dokkiri Doctor: Hideko Ikeda e Shoku
- DT Eightron: Fia
- Guardian Angel Getten: Rishu
- Initial D: Natsuki Mogi (Natalie Mogi)
- Neo Ranga: Aya
- Princess Nine: Azuma Yuki
- Serial Experiments Lain: Mika Iwakura
- Weiß Kreuz: Sayaka
- AD Police TV: Kyoko Miyano
- Black Heaven: Rinko
- Crayon Shin-chan: Ai Suotome (dall'episodio 339)
- Seikai no monshō: Lafiel
- Great Teacher Onizuka: Nomura Tomoko & Naoko Izumi
- Hoshin Engi: Shinyou
- I'm Gonna Be An Angel!: Sara
- Le bizzarre avventure di JoJo: Phantom Blood: Erina Pendleton
- Le bizzarre avventure di JoJo: Battle Tendency: Erina Pendleton
- Seraphim Call: Kurumi Matsumoto
- ToHeart: Akari Kamigishi
- Yoiko
- Argento Soma: Operatrice
- Candidate for Goddess: Kazuhi Hikura
- Ayashi no Ceres: Chidori Kuruma
- Gate Keepers: Ruriko Ikusawa
- Fantasmi a scuola: Hanako
- Mon Colle Knights: Water Angel
- NieA 7: Mayuko Chigasaki
- Angel Tales: Turtle Ayumi
- Angelic Layer: Kaede Saito
- Comic Party: Akari (cameo)
- Gene Shaft: Dolce Saito e Chacha
- Great Dangaioh: Manami Mishio
- Rave - The Groove Adventure: Elie
- Mahoromatic: Mahoro Andō
- Muteki Ō Tri-Zenon: Kurara
- Sister Princess: Chikage
- Zoids: New Century Zero: Rinon (Leena) Toros
- Sempre più blu: Aoi Sakuraba
- Kanon: Kaori Misaka
- Petite Princess Yucie: Elmina
- PIANO: Nomura Miu
- Please Teacher!: Koishi Herikawa
- RahXephon: Megumi Shito
- Tokyo Underground: Jilherts Mesett
- Tokyo Mew Mew: Jacqueline
- .hack//Legend of the Twilight Bracelet: Hotaru
- E'S: Ruri
- Mahoromatic: Summer Special: Mahoro Andō
- Please Twins!: Koishi Herikawa
- Popotan: Unagi
- Scrapped Princess: Winia Chester
- Genshiken: Kanako Ohno
- Girls Bravo: Miharu Sena Kanaka
- Initial D: The Fourth Stage: Natsuki Mogi (Natalie Mogi)
- Kannazuki no Miko: Chikane Himemiya
- Kujibiki Unbalance: Kasumi Kisaragi
- KURAU Phantom Memory: Kurau Amami
- 2x2 = Shinobuden: Kaede
- Samurai Champloo: Fuu
- This Ugly Yet Beautiful World: Hikari
- Atashin'chi: Emiko
- Gokujō Seitokai: Sayuri Hida
- Black Jack: Michiru
- Bokusatsu tenshi Dokuro-chan: Shizuki Minakami
- Canvas 2 ~Niji iro no sketch~: Anna Housen (ep 10)
- Twin Princess - Principesse gemelle: Elsa
- Gallery Fake: Sara Harifa
- Ginban Kaleidoscope: Tazusa Sakurano
- Gunparade Orchestra: Sakaki Rimei
- He Is My Master: Takami Sugita
- Jigoku shōjo: Misato Urano (episodio 5)
- Kyo Kara Maoh!: Ondine
- Oku-sama wa Joshi Kōsei (My Wife is a High School Girl): Asami Onohara
- Petopeto-san: Kanna Maeda
- Shakugan no Shana: Kazumi Yoshida
- Starship Operators: Rio Mamiya
- Ichigo Mashimaro: Matsuri Sakuragi
- The King of Braves GaoGaiGar Final: Papillon Noir
- The Snow Queen: Gerda
- Trinity Blood: Catherina (10 anni)
- Angel Heart:Yume
- Fate/stay night: Saber
- Fate/stay night: Unlimited Blade Works: Saber
- Fate/Apocrypha: Artoria Pendragon
- .hack//Roots: Wool
- Kujibiki Unbalance: Kanako Ohno (narratrice)
- Lovely Idol: Aya Hiwatari
- Sōkō no Strain: Sara Werec/Sara Cruz
- Tsubasa RESERVoir CHRoNiCLE: Suzuran (episodio 33)
- XxxHolic: Ran (episodio 9)
- Yume Tsukai: Tōko Mishima
- Zegapain : Shizuno Misaki/Yehl
- Zero no tsukaima: Henrietta
- Claymore: Elena
- D.Gray-man: Angela/Sophia
- Getsumento Heiki Mina: Sumire Nishiha / Mīna Shiwasu
- Genshiken 2: Kanako Ohno
- Hitohira: Nono Ichinose
- KimiKiss pure rouge: Tomoko Kawada
- Kyōshirō to towa no sora: Kaon
- Mokke: Shizuru Hibara
- Nodame Cantabile: Megumi Noda
- Potemayo: Mikan Natsu
- Princess Resurrection: Hime
- Romeo × Juliet: Emilia
- Shion no Ō: Shion Yasuoka
- Shining Tears X Wind: Blanc Neige and Clalaclan Philias
- Shakugan no Shana Second: Kazumi Yoshida
- Shinkyoku Sōkai Polyphonica: Eufinley Tsuge
- Sky Girls: Otoha Sakurano
- Skull Man: Kiriko Mamiya
- Zero no Tsukaima: Futatsuki no Kishi: Henrietta
- ZOMBIE-LOAN: Kōme
- Kanokon: Chizuru Minamoto
- Shina Dark: Noel D. Buche[2]
- To Love-Ru: Saki Tenjōin
- Zero no Tsukaima: Princesses no Rondo: Henrietta
- Kyōran Kazoku Nikki: Dr.Eru
- Macademi Wasshoi!: Eineus The Vergest
- Nodame Cantabile: Paris Chapter: Megumi Noda
- Real Drive: Holon
- Skip-Beat!: Ruriko Matsunai
- Kuroshitsuji: Girl
- Kemeko Deluxe!: Fumiko Kobayashi
- Kiku-chan to ookami: Kiku-chan
- Pandora Hearts: Alice
- Tetsuwan Birdy: Decode Season 2: Shouko
- Maria-sama ga Miteru 4th season: Hosokawa Yuuko
- The Tower of Druaga: The Sword of Uruk: Kirie
- Hayate no gotoku!: Tennōsu Athena
- Shinkyoku Sōkai Polyphonica Crimson S: Eufinley Tsuge
- 07 Ghost: Sister Atena
- Queen's Blade: Reina
- Pokémon Diamante e Perla: Lotte Galattiche: Urara  (Episodio 582)
- A Certain Magical Index: Laura Stuart
- Fight Ippatsu! Jūden-chan!!: Reika Galvani
- Battle Spirits: Shōnen Gekiha Dan: Mai Viole
- Hatsukoi Limited: Sumire Fudounomiya
- Kuroshitsuji: Queen Victoria
- Tatakau Shisho: Siron
- Nodame Cantabile: Finale: Nodame
- Accel World: Blood Leopard
- Violet Evergarden: Clara Magnolia
- That Time I Got Reincarnated as a Slime: Beretta
- Tomo-chan Is a Girl!: Misaki Gundo
- RWBY: Ice Queendom: Winter Schnee
- 16bit Sensation: Another Layer: Kaori Shimoda[3]
- Why Does Nobody Remember Me in This World? (Arsla Solaka)
- Konosuba (Luckless)

### OAV
- Tristia of the Deep-Blue Sea: Nanoca Flanka
- Strawberry Marshmallow OVA: Matsuri Sakuragi
- Usagi-chan de Cue: Miku
- Kai Toh Ran Ma: The Animation: Mayura
- Gundam Evolve: Red Snake
- Shakugan no Shana Special: Kazumi Yoshida
- Sky Girls OVA: Otoha Sakurano
- Banner of the Stars III: Lafiel
- Dai Mahō Tōge: Anego
- Angel Sanctuary: Sara Mudo
- Guardian Angel Getten OVA:
- Tournament of the Gods: Shizuku-hime
- Hamtaro
- .hack//G.U.: Atoli
- Nakoruru ~Ano Hito kara no Okurimono~: Manari
- Bokusatsu tenshi Dokuro-chan: Shizuki Minakami
- The King of Braves GaoGaiGar Final OVA: Papillon Noir
- One: Kagayaku Kisetsu e: Mizuka Nagamori
- Sorcerer on the Rocks: Taru-Ho
- Starlight Scramble Ren'ai Kohosei: Megumi
- Be Rockin': Kaori

### Film
- Fate/stay night: Unlimited Blade Works: Saber
- Fate/Stay Night: Heaven's Feel: Saber
- Oh, mia dea! The Movie: Morgan le Fay
- Initial D Third Stage: Natsuki Mogi
- Kino no tabi: Inertia
- Crayon Shin-chan - Arashi o yobu jungle: Ai Suotome
- Shakugan no Shana movie: Kazumi Yoshida
- Brave Story: Mysterious girl
- SiN: The Movie: Elise Stewart

### Videogiochi
- Ehrgeiz: God Bless the Ring: Yoko Kishibojin
- The King of Fighters: Kyo: Aoi Kusanagi
- Kanon: Kaori Misaka
- The King of Fighters 2000: Hinako Shijo
- Ai yori aoshi: Aoi Sakuraba
- Super Robot Wars Alpha Gaiden: Maria Maria
- Forever Kingdom: Faeana
- The King of Fighters 2001: Hinako Shijo
- Project Zero II: Crimson Butterfly: Mayu Amakura, Sae Kurosawa
- The King of Fighters 2003: Hinako Shijo
- Stella Deus: The Gate of Eternity: Linea
- Namco X Capcom: Sabine, Wonder Momo
- Tales of Legendia: Grune
- Dead or Alive 4: Kokoro
- Valkyrie Profile 2: Silmeria: Valkyria Silmeria
- Dead or Alive Xtreme 2: Kokoro
- Trauma Center: Second Opinion: Angie Thompson
- Blue Dragon: Kluke
- Fate/stay night [Réalta Nua]: Saber
- Odin Sphere: Gwendolyn
- Fate/tiger colosseum: Saber
- Trauma Center: New Blood: Angie Thompson
- Rune Factory 2: A Fantasy Harvest Moon: Julia
- Coded Soul: Lisa
- Fate/unlimited codes: Saber, Saber Alter
- Trauma Center: Under the Knife 2: Angie Thompson
- Fate/tiger colosseum Upper: Saber
- Super Robot Wars Z: Maria Maria
- The King of Fighters 2002: Unlimited Match: Hinako Shijo
- Muramasa: La spada demoniaca: Torahime
- Shin Megami Tensei: Devil Survivor Overclocked: Yuzu Tanikawa
- Dead or Alive: Dimensions: Kokoro
- Dead or Alive 5: Kokoro
- Summon Night 5: Aty
- JoJo's Bizarre Adventure: All Star Battle: Erina Pendleton
- Granblue Fantasy: Athena, Lecia
- Fate/hollow ataraxia: Saber
- Nitroplus Blasterz: Heroines Infinite Duel: Saber
- Fate/Grand Order: Saber/Artoria Pendragon, Rider/Anne Bonny, Goddess Rhongomyniad/The Lion King
- Project X Zone 2: Aty
- JoJo's Bizarre Adventure: Eyes of Heaven: Erina Pendleton
- Summon Night 6: Lost Borders: Aty
- Dead or Alive Xtreme 3: Kokoro
- Fate/Extella: The Umbral Star: Saber
- Azur Lane: HMS King George V
- Dragon Quest Rivals: Gemma
- Shinobi Master Senran Kagura: New Link: Leina
- Xenoblade Chronicles 2: Theory
- Fate/Extella Link: Saber
- The King of Fighters: All Star: Hinako Shijo
- Dragalia Lost: Eleonora, Malora
- Dead or Alive 6: Kokoro
- Arknights: Siege
- Pokémon Masters EX: Alberta
- Daemon X Machina: Nemesis
- Dragon Quest XI S: Echi di un'era perduta - Edizione Definitiva: Gemma
- Punishing: Gray Raven: Bianca
- Genshin Impact: Shenhe
- Everyday: Today's Menu for Emiya Family: Saber
- Tales of Arise: Naori
- Melty Blood: Type Lumina: Saber
- JoJo's Bizarre Adventure: All Star Battle R: Erina Pendleton
- Goddess of Victory: Nikke: Sugar
- Honkai: Star Rail: Saber
- Reverse: 1999: Dikke